# Pulkau
Pulkau est une commune autrichienne du district de Hollabrunn en Basse-Autriche.

## Folklore

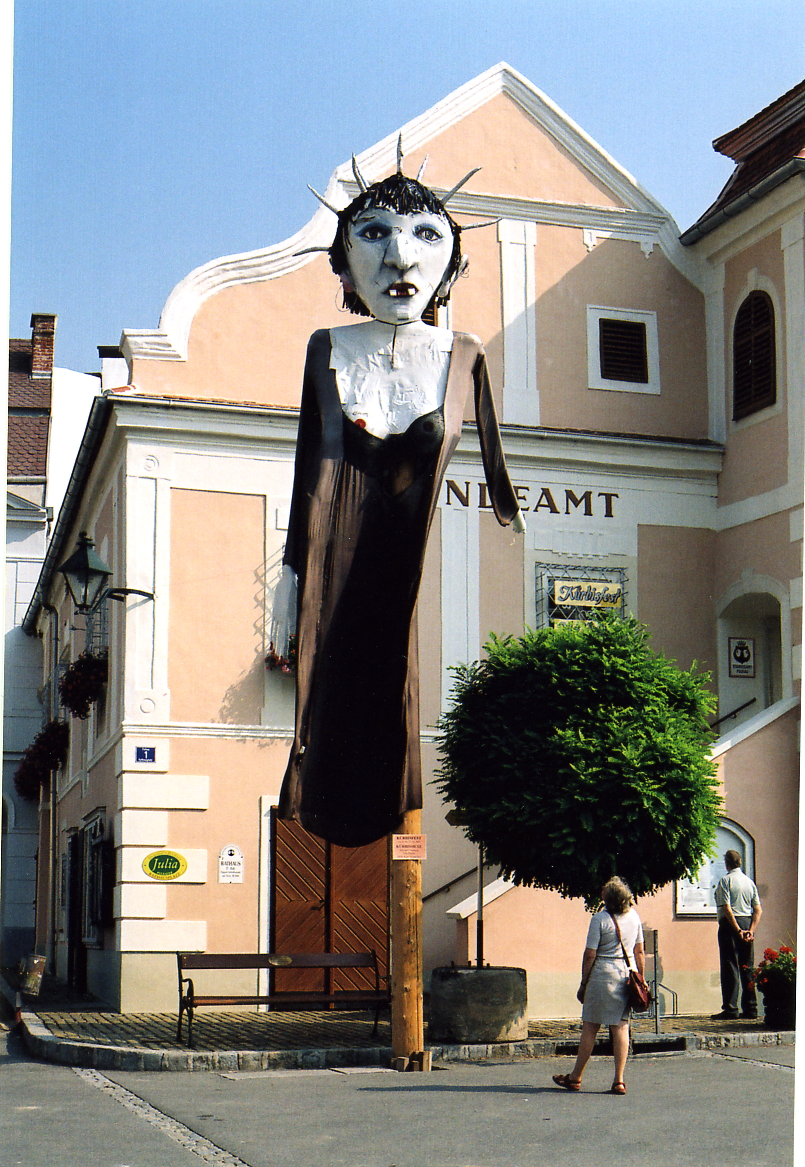
Sorcière géante devant l'hôtel de ville en 2005.